# Audea
Audea là một chi bướm đêm thuộc họ Erebidae.

## Các loài
- Audea agrotidea (Mabille, 1879)
- Audea albifasciata Pinhey, 1968
- Audea albiforma Kühne, 2005
- Audea antennalis Berio, 1954
- Audea bipunctata Walker, 1858 (đồng nghĩa Audea hypostigmata Hampson, 1913, Audea fatua (Felder và Rogenhofer, 1874))
- Audea blochwitzi Kühne, 2005
- Audea delphinensis (Viette, 1966)
- Audea fatilega (Felder và Rogenhofer, 1874)
- Audea fumata (Wallengren, 1860)
- Audea guichardi Wiltshire, 1982
- Audea hemihyala Karsch, 1896 (đồng nghĩa Audea endophaea Hampson, 1913)
- Audea irioleuca (Meyrick, 1897)
- Audea jonasi Kühne, 2005
- Audea kathrina Kühne, 2005
- Audea legrandi Berio, 1959
- Audea luteoforma Kühne, 2005
- Audea melaleuca Walker, 1865 (đồng nghĩa Audea postalbida Berio, 1954)
- Audea melanoplaga Hampson, 1902
- Audea nigrior Kühne, 2005
- Audea paulumnodosa Kühne, 2005
- Audea pseudocatocala Strand, 1918
- Audea stenophaea Hampson, 1913
- Audea subligata Distant, 1902
- Audea tachosoides Kühne, 2005
- Audea tegulata Hampson, 1902 (đồng nghĩa Audea humeralis Hampson, 1902)
- Audea vadoni (Viette, 1966)
- Audea watusi Kühne, 2005
- Audea zimmeri Berio, 1954

## Formerly placed here
Audea arabica hiện tại được coi là đồng nghĩa của Ulotrichopus tinctipennis Rebel, 1907.